# 2 (EP)
#2 är Suburban Kids with Biblical Names' andra EP, utgiven 27 april 2005 på skivbolaget Labrador. "Funeral Face" fanns även med på bandets debutalbum #3 (2005).

## Låtlista
Alla låtar är skrivna av Suburban Kids with Biblical Names.
| Nr | Titel          | Längd |
| -- | -------------- | ----- |
| 1. | Funeral Face   | 3:01  |
| 2. | Teenage Poetry | 3:23  |
| 3. | Guns n' Ammo   | 2:46  |
| 4. | Jullåten 2004  | 2:29  |

## Personal
- Peter Gunnarsson - medverkande musiker, producent
- Johan Hedberg - medverkande musiker, producent

### Fotnoter
1. 1 2  ”#2”. Discogs.com. http://www.discogs.com/Suburban-Kids-With-Biblical-Names-2/release/541085. Läst 26 februari 2012.
2. ↑  ”#3”. Discogs.com. http://www.discogs.com/Suburban-Kids-With-Biblical-Names-3/release/1978105. Läst 26 februari 2012.